# Янош, Адам
Адам Янош (чеш. Adam Jánoš; родился 20 июля 1992 года в Угерске-Градиште, Чехословакия) — чешский футболист, полузащитник.

## Клубная карьера
Янош — воспитанник пражской «Спарты». Из-за высокой конкуренции Адам выступал в основном за дублирующий состав. 24 февраля 2013 года в матче против «Словацко» он дебютировал в Гамбринус лиге.
Летом того же года для получения игровой практики Янош на правах аренды перешёл в «Высочину». 27 июля в матче против «Словацко» он дебютировал за новую команду. 14 сентября в поединке против «Сигмы» Адам забил свой первый гол за «Высочину».
В начале 2016 года Янош перешёл в «Младу-Болеслав». 14 февраля в матче против «Баника» он дебютировал за новую команду. 16 апреля в поединке против «Словацко» Адам забил свой первый гол за «Младу-Болеслав». Летом 2017 года в матчах квалификации Лиги Европы против албанского «Скендербеу» Янош забил по голу. Летом 2018 года Адам перешёл в «Баник». 23 июля в матче против «Яблонца» он дебютировал за новую команду.

## Карьера в сборной
В 2011 году Янош в составе юношеской сборной Чехии занял второе место на юношеском чемпионате Европы в Румынии. На турнире он сыграл в матчах против команд Румынии, Греции, Ирландии, Сербии и Испании.
В 2015 году в составе молодёжной сборной Чехии Янош принял участие в домашнем молодёжном чемпионате Европы. На турнире он сыграл в матче против сборной Дании.

## Статистика выступлений за сборную
| Матчи за сборную Чехии | Матчи за сборную Чехии | Матчи за сборную Чехии | Матчи за сборную Чехии | Матчи за сборную Чехии | Матчи за сборную Чехии | Матчи за сборную Чехии |
| ---------------------- | ---------------------- | ---------------------- | ---------------------- | ---------------------- | ---------------------- | ---------------------- |
| №                      | Дата                   | Оппонент               | Счёт                   | Голы                   | Соревнование           |                        |
| 1                      | 7 сентября 2020        | Шотландия              | 1:2                    | -                      | Лига наций 2020/21     |                        |

## Достижения
Международные
 Чехия (до 19)
- Юношеский чемпионат Европы — 2011